# یواس‌ان‌اس گیلیلند (تی-ای‌کی‌آر-۲۹۸)
یواس‌ان‌اس گیلیلند (تی-ای‌کی‌آر-۲۹۸) (به انگلیسی: USNS Gilliland (T-AKR-298)) یک کشتی است که طول آن ۹۵۴ فوت (۲۹۱ متر) است. این کشتی در سال ۱۹۷۲ ساخته شد.